# 172 v. Chr.
Portal Geschichte | Portal Biografien | Aktuelle Ereignisse | Jahreskalender | Tagesartikel

◄ |
3. Jahrhundert v. Chr. |
2. Jahrhundert v. Chr. |
1. Jahrhundert v. Chr. |
►

◄ | 190er v. Chr. | 180er v. Chr. | 170er v. Chr. | 160er v. Chr. |
150er v. Chr. |
►

◄◄ | ◄ | 175 v. Chr. | 174 v. Chr. | 173 v. Chr. | 172 v. Chr. |
171 v. Chr. |
170 v. Chr. |
169 v. Chr. |
► |
►►
Staatsoberhäupter

## Ereignisse
- Eumenes II., König von Pergamon, reist nach Italien, um sich beim römischen Senat über den Makedonenkönig Perseus zu beschweren. Römische Gesandte, die daraufhin nach Makedonien reisen, werden von Perseus des Landes verwiesen. Damit beginnt der Dritte Makedonisch-Römische Krieg.